# Lagunitas-Forest Knolls
Lagunitas-Forest Knolls – jednostka osadnicza w Stanach Zjednoczonych, w stanie Kalifornia, w hrabstwie Marin.